# Mycetophila carpinteroi
Mycetophila carpinteroi är en tvåvingeart som beskrevs av Duret 1980. Mycetophila carpinteroi ingår i släktet Mycetophila och familjen svampmyggor. Inga underarter finns listade i Catalogue of Life.